# 宁三翰
甯三翰（1586年—？），字步瀛，號林閣，山西平陽府聞喜縣人，軍籍，明朝政治人物。

## 生平
萬曆三十四年（1606年）丙午科山西鄉試第十七名舉人，三十五年（1607年）聯捷丁未科會試第一百七十名，三甲第一百二名進士。通政司觀政，授武安縣知縣，三十八年（1610年）調汝陽縣知縣，四十年（1612年）降職，四十一年（1613年）補河南按察司檢校，四十二年（1614年）升永平府推官，四十五年（1617年）升工部主事，丁憂，天啟元年（1621年）補工部屯田司主事，二年（1622年）調兵部職方司主事，五年（1625年）升員外郎，六年（1626年）升郎中，同年升山東按察使，七年（1627年）升山東右布政使，崇禎元年（1628年）考察。

## 家族
曾祖甯學；祖父甯錦川；父甯繼芳。母裴氏。具慶下。兄甯一翰、甯二翰，弟甯四翰、甯五翰、甯六翰、甯七翰、甯八翰。